# Offensive de Bobrouïsk
Pour un article plus général, voir Opération Bagration.
Notes
Défaite allemande lourde de conséquences
Seconde Guerre mondiale
L'offensive de Bobrouïsk (en russe : Бобруйская наступательная операция, Bobrouïskaïa nastoupatelnaïa operatsiia) est une partie de l'offensive stratégique en Biélorussie de l'Armée rouge, menée en été 1944 contre la Wehrmacht et dénommée opération Bagration. Son objectif était dirigé contre la IXe Armée sur le flanc sud du Groupe d'Armées centre. Elle fut lancée par le premier front biélorusse qui subit de lourdes pertes en tentant de percer les défenses allemandes. Rokossovski ordonna des bombardements et des préparations d'artillerie supplémentaires et relança une nouvelle attaque le jour suivant.

## Rôle dans le conflit
Pour un article plus général, voir Opération Bagration.
Le secteur de Bobrouïsk allait être le centre de gravité de la bataille. Le général Rokossovski allait travailler sur le plan d'opérations.

« Bobruisk était un important nœud ferroviaire et routier situé au milieu des bois et des marécages qui bordent la Bérézina. »

— Paul Carell (1968), p. 262
.

## Plan d'opérations

### Objectifs opérationnels
Les objectifs opérationnels de l'offensive de Bobrouïsk dans le contexte de l'opération Bagration étaient doubles :
- Percer à travers des positions défensives de la IXe Armée allemande et prendre la ville lourdement fortifiée de Bobrouïsk.
- Engager les force d'exploitation motorisée / cavalerie dans la brèche ouverte, ouvrant la voie à un encerclement majeur des restes du Groupe d'Armées centre rescapés de l'offensive de Minsk.

### Perception allemande
Le quartier général de la IXe Armée fit valoir avec insistance qu'une attaque majeure contre le Groupe d'Armées centre était imminente et le général Jordan se plaignit très amèrement au sujet du refus du haut-commandement de sanctionner des retraits tactiques, mais le commandant du groupe d'Armées, le maréchal Ernst Busch avait balayé ces objections Des patrouilles de la 134e division d'infanterie allemande avaient révélé une concentration dans le secteur du 35e (en) et du 41e corps de fusiliers de la Garde. Chacun des trois régiments de la division allemande était face à une division de fusiliers à plein effectif de 7 200 hommes.
Le IXe Armée était généralement constituée de divisions de qualité inférieures à celles de la IVe armée située sur son côté nord ; ceci reflétait une croyance de l'OKH qui pensait que dans le secteur de la IXe armée, le terrain était plus facile à défendre.

## Déploiements de forces

### Wehrmacht
- IXe Armée allemande (General Hans Jordan au 27 juin ; puis général Nikolaus von Vormann)
  - XXXVe Corps d'Armée allemande (lieutenant-général Kurt-Jürgen Freiherr von Lützow)
  - XLIe Corps de blindés (Panzer) (lieutenant-général Edmund Hoffmeister)
  - LVe Corps d'Armée allemand (général Friedrich Herrlein)
  - Réserve : XXe Division blindée (Panzer), 707e Division d'infanterie allemande

### Armée rouge
- Premier front biélorusse (général Konstantin Rokossovski)
  - 3e armée (général Alexandre Gorbatov)
  - 8e armée de la Garde (lieutenant-général Vassili Tchouïkov)
  - 28e armée
  - 48e armée
  - 65e armée (général Pavel Batov)
  - 16e armée de l’Air (en)
  - Groupe de Cavalerie mécanisée sous commandement du lieutenant-général Issa Pliev, incluant le 1er Corps mécanisé, le 4e Corps de Cavalerie de la Garde

Les unités ci-dessus étaient sous le commandement du représentant spécial de la Stavka, le maréchal Gueorgui Joukov.

## L'offensive
Dans le secteur sud de l'opération, là où le Premier front biélorusse sous commandement de Konstantin Rokossovsky faisait face à la IXe armée allemande de Hans Jordan, le principal objectif était Bobrouïsk et les passages sud de la Bérézina. Ceux-ci devaient ouvrir la route à la branche sud de la tenaille de l'encerclement principal (Le flanc le plus au sud du Groupe d'Armées centre était couvert par la 2e armée allemande dans les marais du Pripet mais avait été largement dépassé par l'offensive soviétique. Rokossovski avait mis en jeu sa réputation dans un plan basé sur un double encerclement des forces allemandes de Bobrouïsk, s'opposant au plan qui avait la faveur de Joseph Staline. Celui-ci consistait en une simple percée dans le secteur. L'historien allemand Paul Carell dévoile cette dramatique confrontation d'idées où le double héros de l'Union soviétique met tout le poids de sa démission après avoir été sommé par trois fois de réfléchir 20 minutes :

« À mon retour dans la salle, j'essayais sans succès de convaincre [une nouvelle fois] Staline et ses conseillers. [...] Mais comme je n'avais toujours pas changé d'avis, ils se rallièrent à mon plan. »

— Général Rokossovski
.

Paul Carell ajoute 

« Non sans une remarque acerbe de Staline sur l'entêtement de son général et une menace non-déguisée sur la responsabilité totale qu'il assumait. Rokossovski demeura inébranlable : il attaquerait comme il l'entendait »

— Paul Carell (1968) pp. 263-264.
L'attaque de Rokossovski, comme les autres opérations offensives initiales de l'opération Bagration fut précédée par une lourde préparation d'artillerie (pilonnage). Le premier assaut fut repoussé avec de lourdes pertes. Rokossovski ordonna une nouvelle préparation d'artillerie pour le 24 juin, qui entraîna dans le nord du secteur l'effondrement de la 134e division d'infanterie allemande expulsée. La 3e armée soviétique bouscula la 20e Panzerdivision qui commençait à contre-attaquer, mais Jordan lui ordonna de se tourner vers le sud et de confronter à la percée de la LXVe armée soviétique de Batov.

### Encerclement du corps allemand
Le 27 juin, les forces soviétiques convergeaient vers Bobrouïsk, piégeant les cinq divisions du 35e corps d'arméede la 9e armée allemande, commandé par von Lützow et situé le plus au nord, à l'est de la Bérézina. Des éléments centraux du XXXXIe corps de blindés allemand furent aussi pris au piège accompagnés de la XXe division de Panzers. Ceci désorganisa les divisions allemandes, qui entreprirent des tentatives désespérées pour s'échapper de la poche, chacune tendue sur plusieurs kilomètres de berges de rivière à l'est. Les Soviétiques rapportent de grands feux le 27 juin, les Allemands détruisant leurs équipements lourds et tentant de percer, mais les attaques aériennes soviétiques et l'artillerie infligèrent d'énormes pertes aux forces encerclées. Dans le même temps, Hitler avait relevé Jordan de son commandement, à cause de ses instructions confuses données à la XXe panzer de Hesse.
La XXe Panzer fut "gaspillée" :

« A l'est du pont par lequel on franchit la Bérézina à Bobruisk se tenait le 2e bataillon renforcé du 21e régiment de chars de la 20e Panzer de Hesse. Il était admirablement placé pour frapper les Russes [...] Son armement était magnifiques[...] Ils ne reçurent aucun ordre. »

— Paul Carell (1968), p. 270
Les hésitations du général Jordan ont été probablement la cause de la première défaite du Groupe d'Armées centre.
La IXe armée dut faire face à un nouveau coup lorsque les communications principales de son QG furent détruites par un bombardement. Le lendemain, des renforts arrivèrent derrière les lignes allemandes sous la forme du 12e Panzerdivision allemande dont le commandant avait été accueilli avec ces mots : « Content de vous voir - La IXe armée n'existe plus ».

### L'évasion duXLIeCorps blindé allemand
Face à l'effondrement de la IXe Armée, l'OKH autorisa un retrait. Le lieutenant-général Adolf Hamann, commandant de la place de Bobrouïsk reçut l'ordre de tenir la ville avec une division, celle du lieutenant-général Edmund Hoffmeister, la XXXVIIIe division d'infanterie allemande. Des milliers de blessés furent abandonnés dans la citadelle. Les restes de la 20e Panzerdivision, avec une poignée de chars et de canons d'assaut formèrent une « pointe d'épée » au XLIe Corps blindé (panzer) dans sa tentative. Elle fut placée sous le commandement général de Hoffmeister tandis que la XIIe Panzer attaquait la rivière Svislach pour rejoindre les troupes en retraite. Quoi qu'une percée fut faite à travers les positions tenues par les troupes de la 356e division de fusiliers soviétiques (en), les forces allemandes furent à nouveau soumises à un bombardement d'artillerie et à des attaques aériennes dans leurs tentatives de s'éloigner le long des routes menant à Minsk.

### La prise de Bobrouïsk par la65earméesoviétique
La 65e armée de Batov combattait maintenant dans les rues de Bobrouïsk face à une résistance acharnée des arrière-gardes allemandes. Bobrouïsk, en ruines, avec la majorité de sa population tuée pendant l’occupation allemande, fut libérée le 29 juin, la 383e division d'infanterie allemande commença sa retraite vers l'est de la Bérézina. La retraite allemande avait permis à 12 000 hommes — la plupart démoralisés et sans armes — de s'échapper de la poche à l'est de Bobrouïsk, mais les Soviétiques déclarèrent avoir fait 20 000 prisonniers. Au moins 50 000 furent tués. Les comptes soviétiques parlent d'une zone tapissée de corps et de matériel abandonné. L'écrivain soviétique Vasili Grossmann entra dans Bobrouïsk peu après la bataille :

« Nous sommes entrés dans Bobrouïsk alors qu'une partie des édifices flambaient tandis que les autres étaient en ruines. La route de Bobrouïsk est la route du châtiment ! La voiture se fraie avec peine un passage au milieu des tanks et des canons autochenilles allemands brûlés et démantibulés ! Les piétons avancent sur les cadavres des Allemands. Des centaines de cadavres, des milliers de cadavres ! La route même en est jonchée, ils gisent dans les trous, sous les sapins, dans le seigle vert couché. Il y a des endroits où les véhicules roulent sur les corps, tellement le sol en est densément jonché. [...] Ici a bouillonné un chaudron de mort, ici s'est accompli le châtiment terrible, punissant durement ceux qui sans abandonner les armes, ont tenté de fuir à l'ouest sur des chemins que nous coupions. »

— Vassili Grossman (2007) pp. 396-397.
.
La IVe armée a été définitivement défaite et la route du sud, vers Minsk, est ouverte.

## Comptes et futurs écrits
En plus des écrits de Vassili Grossman, l'écrivain et futur dissident Alexandre Soljenitsyne était présent à Bobrouïsk comme officier d'artillerie. Son expérience est mentionnée dans l'Archipel du Goulag.
Gers Niepold, le premier officier d'état-major de la 12e Panzerdivision allemande écrivit plus tard le récit de l'opération Bagration, Mittlere Ostfront Juni 1944. Paul Carell, sans se référer au nom officiel, décrit aussi l'opération avec ses objectifs.